# テレビ
テレビは、テレビジョン（英: television）の略称であり、テレビジョンは、映像と音声を離れた場所に送り、再現するしくみ。光学像を電気的な信号に変換し、無線または有線により伝送し、テレビ受像機で映像として再生する通信方式。光学像および音響を電気信号に変換し、電気的な波の形で有線もしくは無線で離れた場所に伝送し、それを光学像および音響に再変換する電子的なシステム。TVと表記することもある。2番目の意味として、その受像機も指す。3番目の意味としてはコミュニケーション媒体（メディア）としてのテレビジョン、またテレビジョン産業を指す。
当記事では、前半で主に光学像および音響を伝送し再現するしくみ（電子的システム）とその歴史について解説し、後半でテレビジョン産業、媒体としてのテレビジョンの性質や人々に与える影響、視聴傾向などについても説明する。

## 概説
主に放送（テレビジョン放送）、遠隔監視、テレビ電話などに利用されている。
日本の電波法では「テレビジョン」は「電波を利用して、静止し、又は移動する事物の瞬間的影像を送り、又は受けるための通信設備」と定義されている。放送法ではテレビジョン放送は「静止し、又は移動する事物の瞬間的影像及びこれに伴う音声その他の音響を送る放送（文字、図形その他の影像（音声その他の音響を伴うものを含む。）又は信号を併せ送るものを含む。）」と定義されている。

## 画質の確認
テレビの画面の色調の画質は、各メーカーの違いによって多少異なる場合もあるので要注意。「HDMIケーブル」を使えば、パソコンやスマートフォンの画面をテレビ画面の画質で見ることができる。テレビの画面で、実際の色調の画質のサンプルや、実際の色調の例として調べることができる。サンプル画像は、24等分したRGBカラーの色相環と、正方形の図である。HDMIケーブルの長さは、最短でも2m以上必要である。最長は3m以下がお勧めである。色の画質の性能が一番良く映るテレビのメーカーは、Hisense、TOSHIBA。
色調の画質は、パソコンのペイントで、同じ色調の色を指定しても、パソコン、スマホ、テレビ、デジタルカメラなどの各メーカーの違いにより、異なる色に見えることがあるので要注意。

### 語源
「テレビジョン」は直接的にはフランス語のtélévision（テレヴィジオン）に由来する。なお、tele-（τηλε）はギリシア語の「遠く離れた」、「vision」はラテン語で「視界」「像」の意味である。

### 原理、必要な装置や施設
原理としては電送写真（ファクシミリ、FAX）と似ており、走査によって光学像と電気信号を相互に変換する技術を用いるが、ファクシミリが1枚の画像を伝送するのに数十秒ほどの時間をかけるのに対して、テレビジョンは人間の視覚の残像の性質（を利用して像が動いているように見せること）を考慮すると、光学像を1秒間に50〜60枚ほど伝送しなければならない。送信側では、光学像を電気信号に変換する装置（ビデオカメラ）が、受信側では、電気信号を光学像に変換して表示する装置（代表的なものでは液晶パネルやブラウン管など）が必要である。送信側と受信側ではそれぞれ、分解走査と組立走査が行われるが、何らかの方法で同期をとらなければ正しく送受信できない。

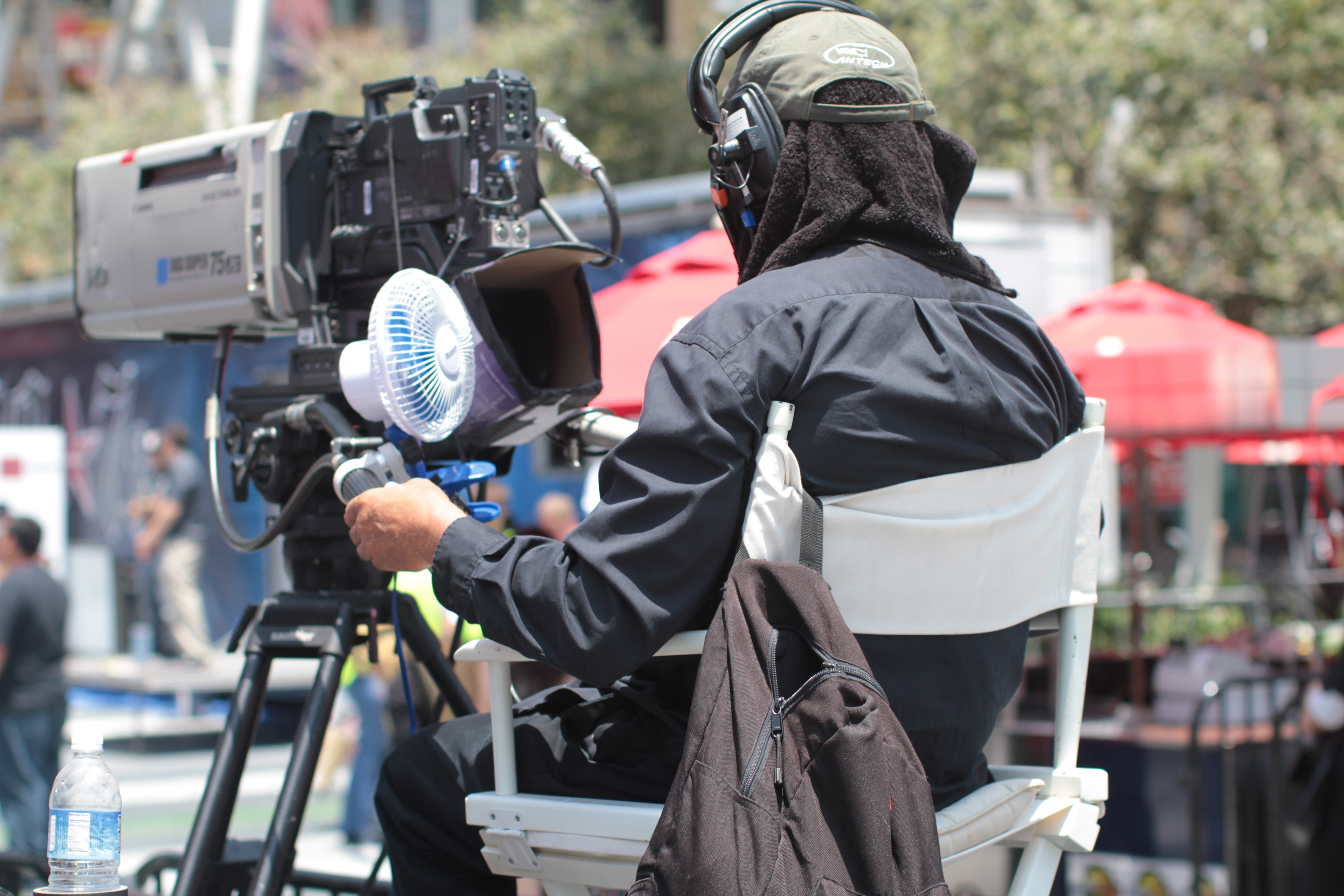
テレビカメラによる屋外撮影
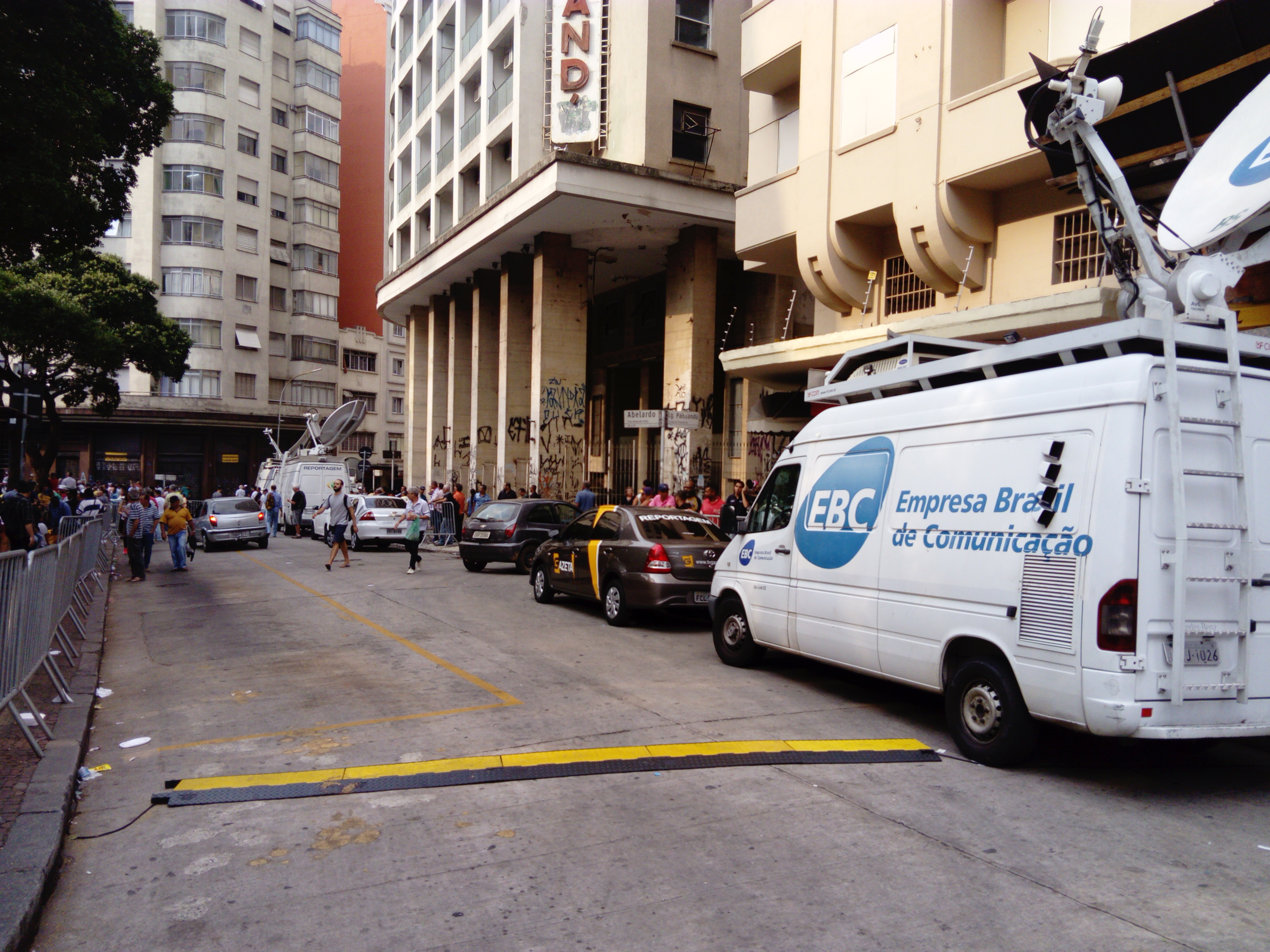
テレビの中継車。カメラの映像をまず放送局へと送信するための衛星アンテナを備えている。
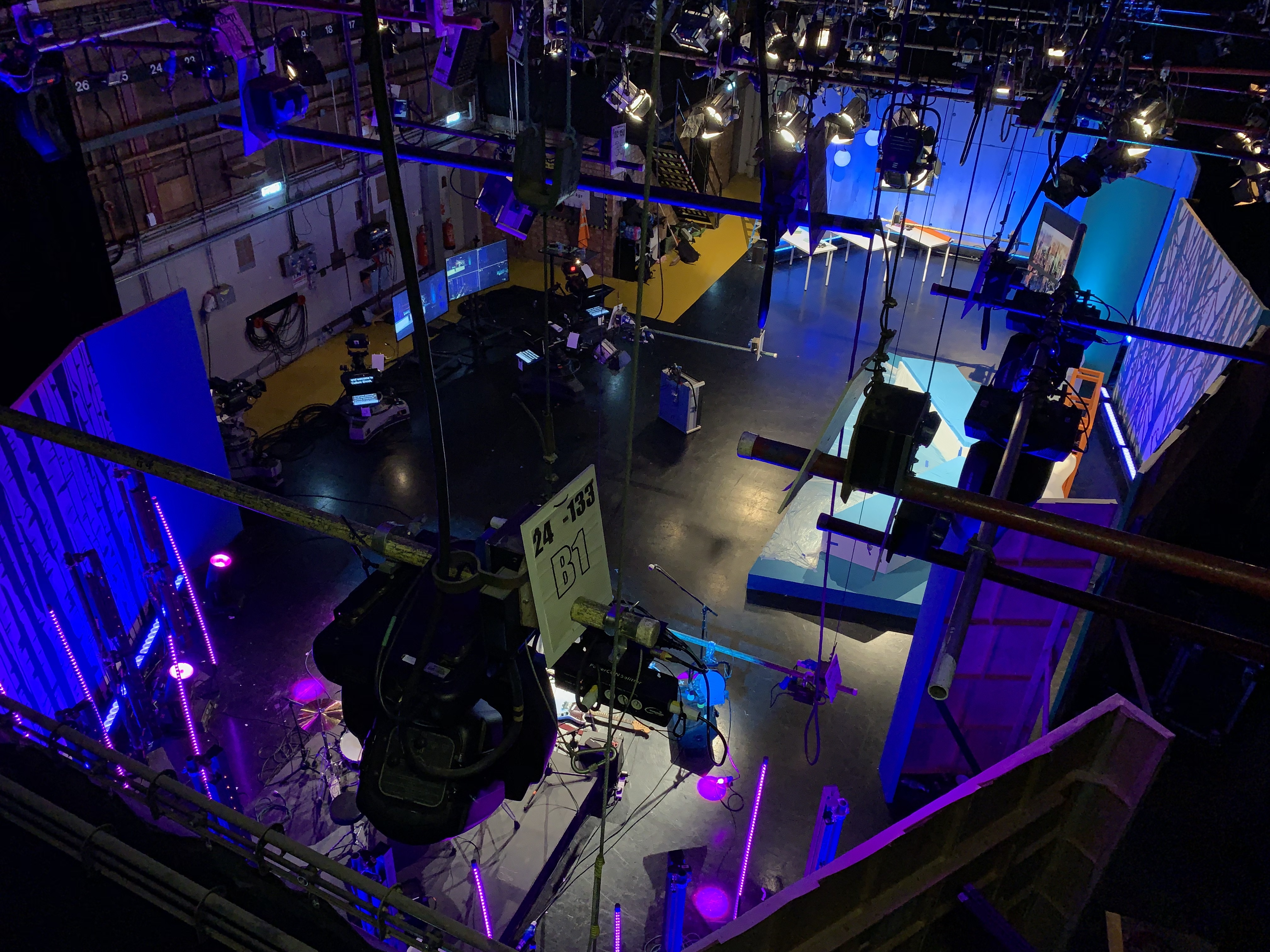
テレビ・スタジオ
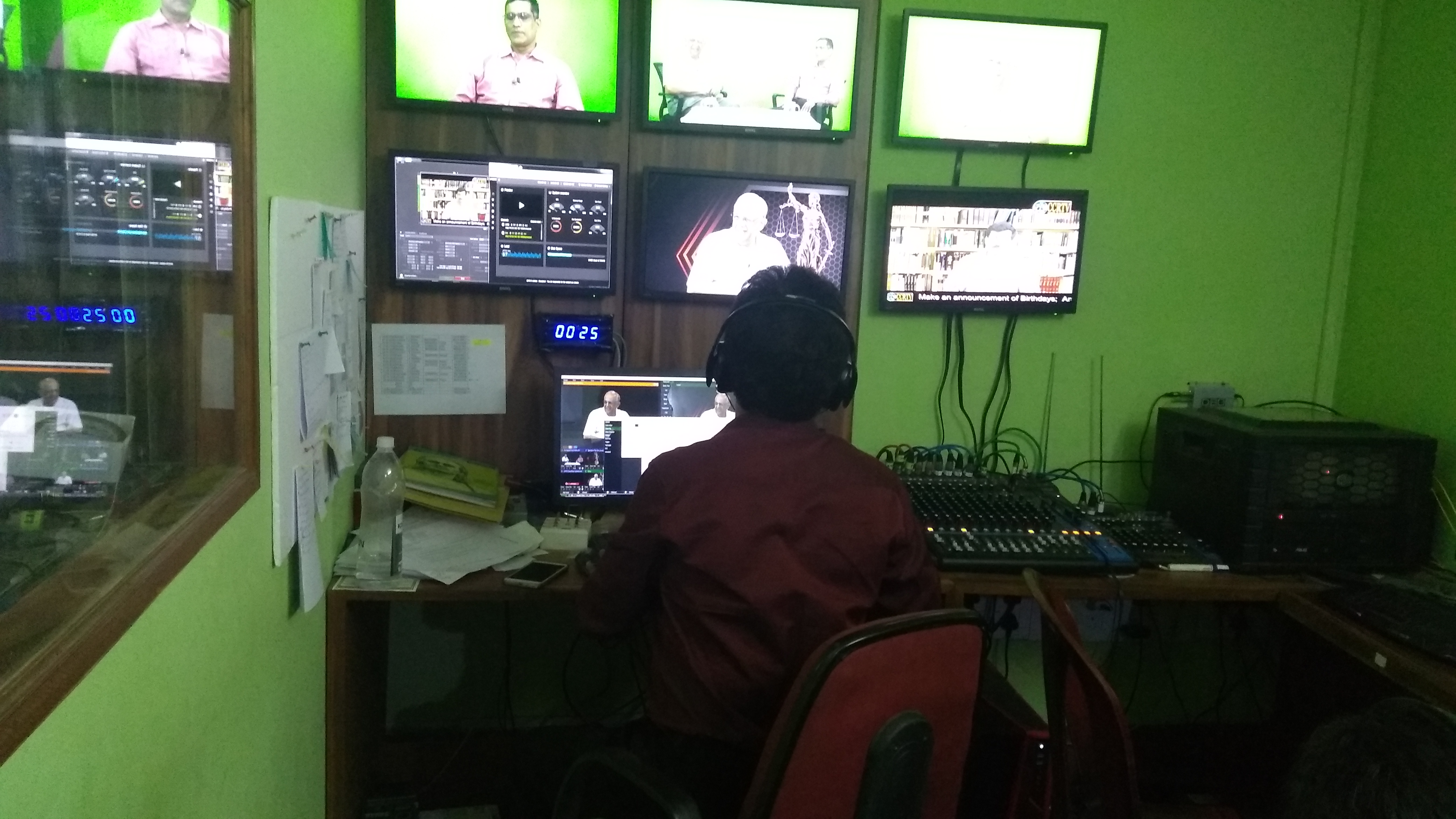
編集室
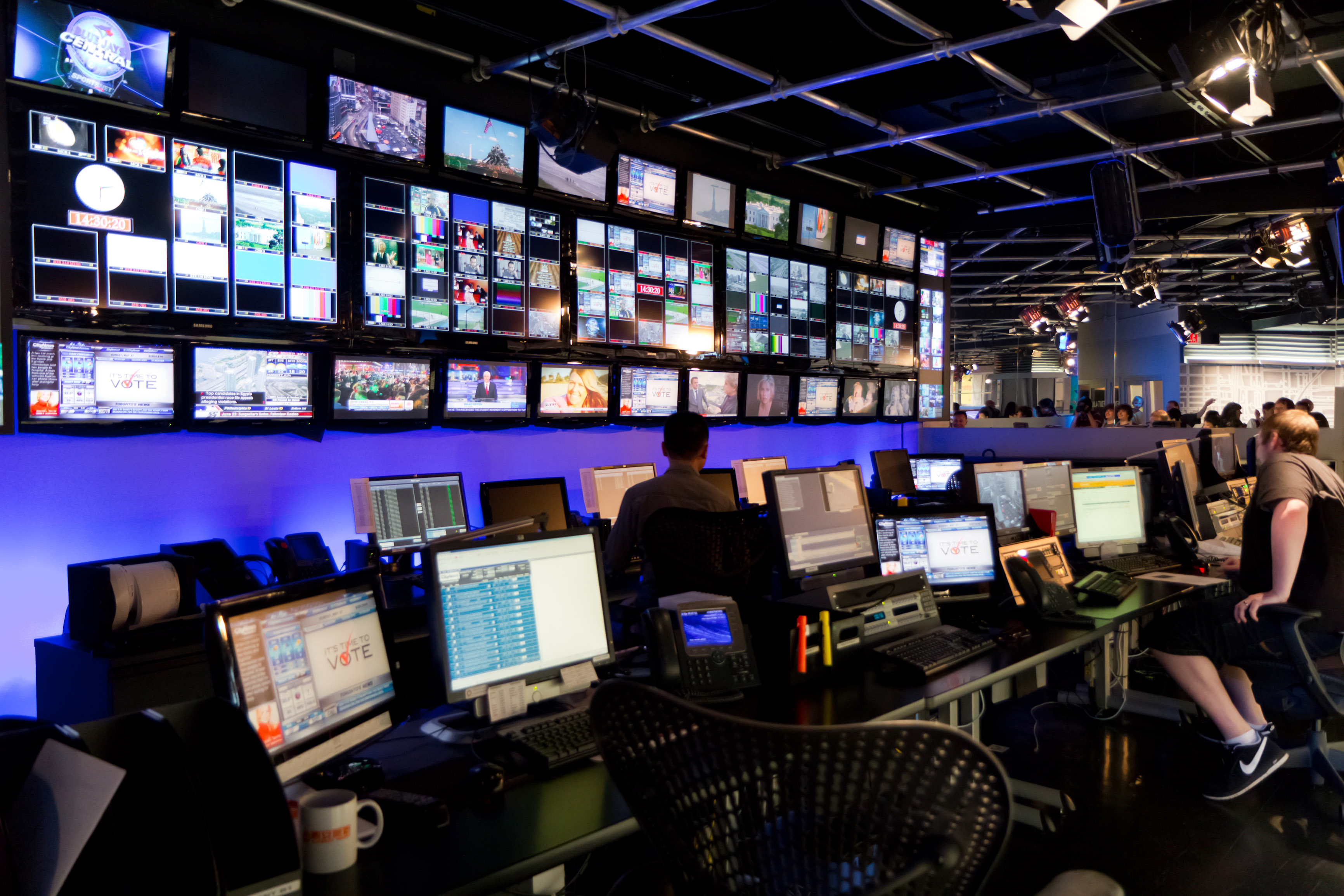
テレビ放送のコントロール・ルーム
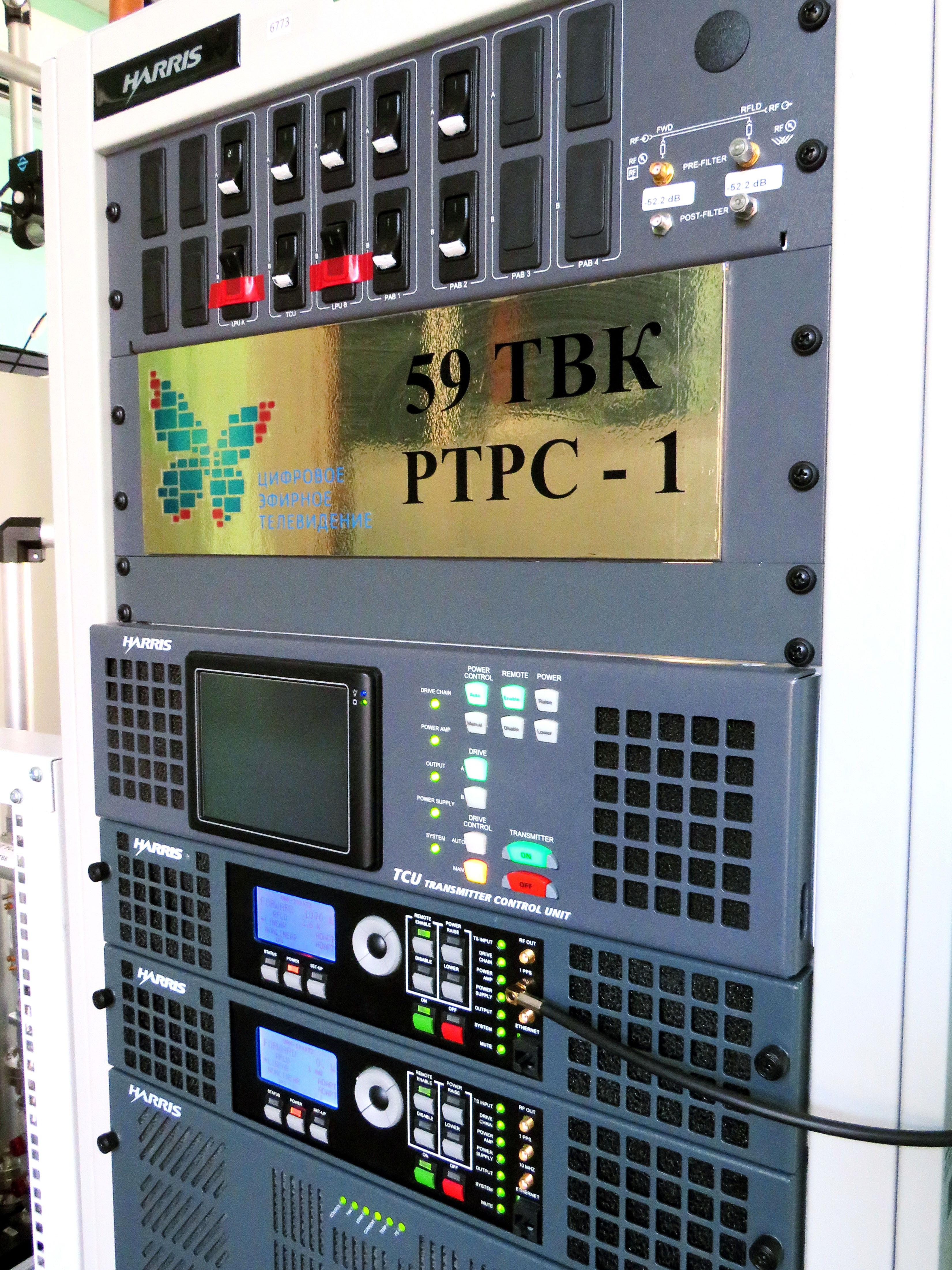
テレビ放送の送信機
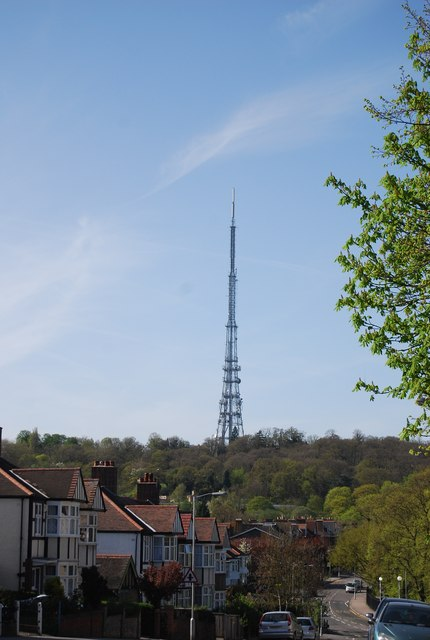
テレビの送信アンテナ
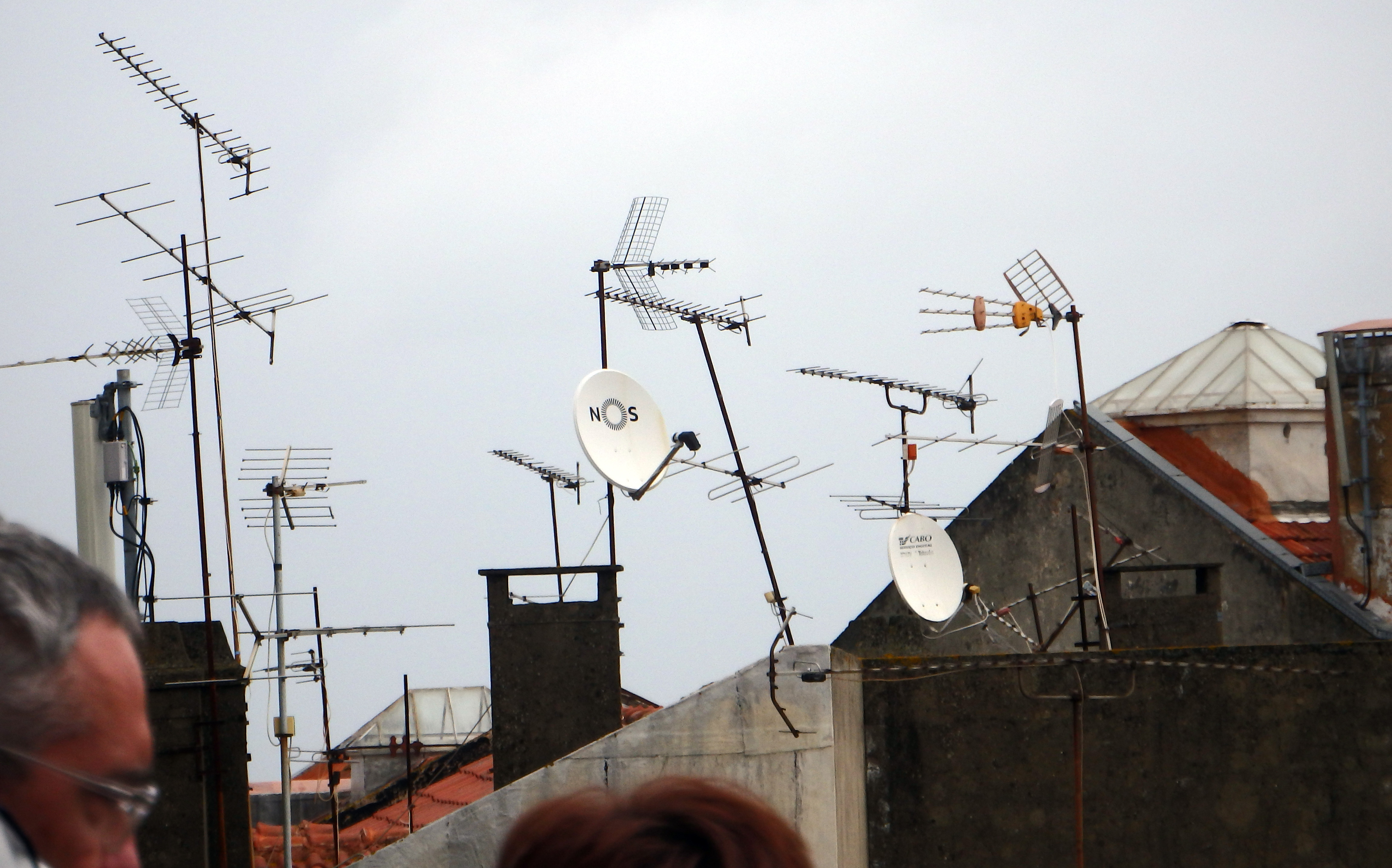
各家庭に設置された受信アンテナ群
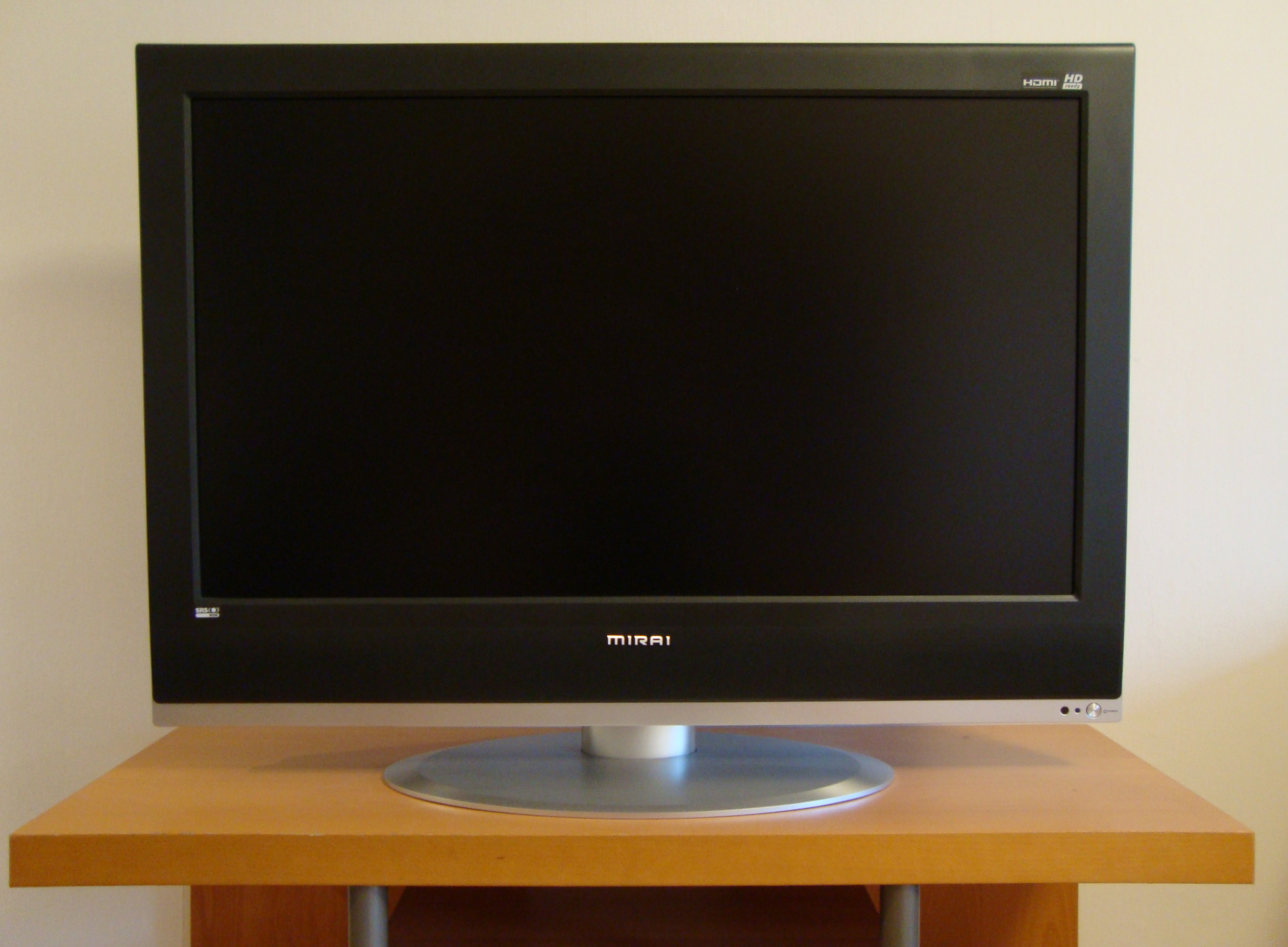
テレビ受像機

### 伝送方法の基本と多様化、組織から個人、一方向から双方向
伝送方式については基本的には無線方式や有線方式（ケーブルテレビや有線の監視テレビ）がある。
21世紀からはインターネット経由で信号を伝送する方式（インターネットテレビ）も盛んに用いられるようになっている。テレビ局などの組織が一方向的にテレビジョン放送するだけでなく、個人がテレビジョンのコンテンツをネットワーク経由で公開したりリアルタイム放送したり、個人間で双方向的にテレビジョンを使うようになっている。具体的に言うと、2000年ころからインターネットのブロードバンド化つまり高速化が進み、2010年代にはYouTubeが普及し、個人がカメラで光学像の撮影・録音および編集を行いネットワーク上で不特定多数の人々に公開したり、個人がその瞬間の様子をリアルタイム撮影して放送すること（ライブ配信）もさかんに行われるようになっている。
テレビジョンに必要な要素を備えたパソコン、スマートフォン、タブレット端末が急速に普及したことで、テレビジョン技術を双方向に利用し個人と個人がテレビジョンで互いの姿を見つつ会話をすること（テレビ電話）や会議・打ち合わせを行うこと（テレビ会議・ビデオ会議）も気軽に行われるようになっている。

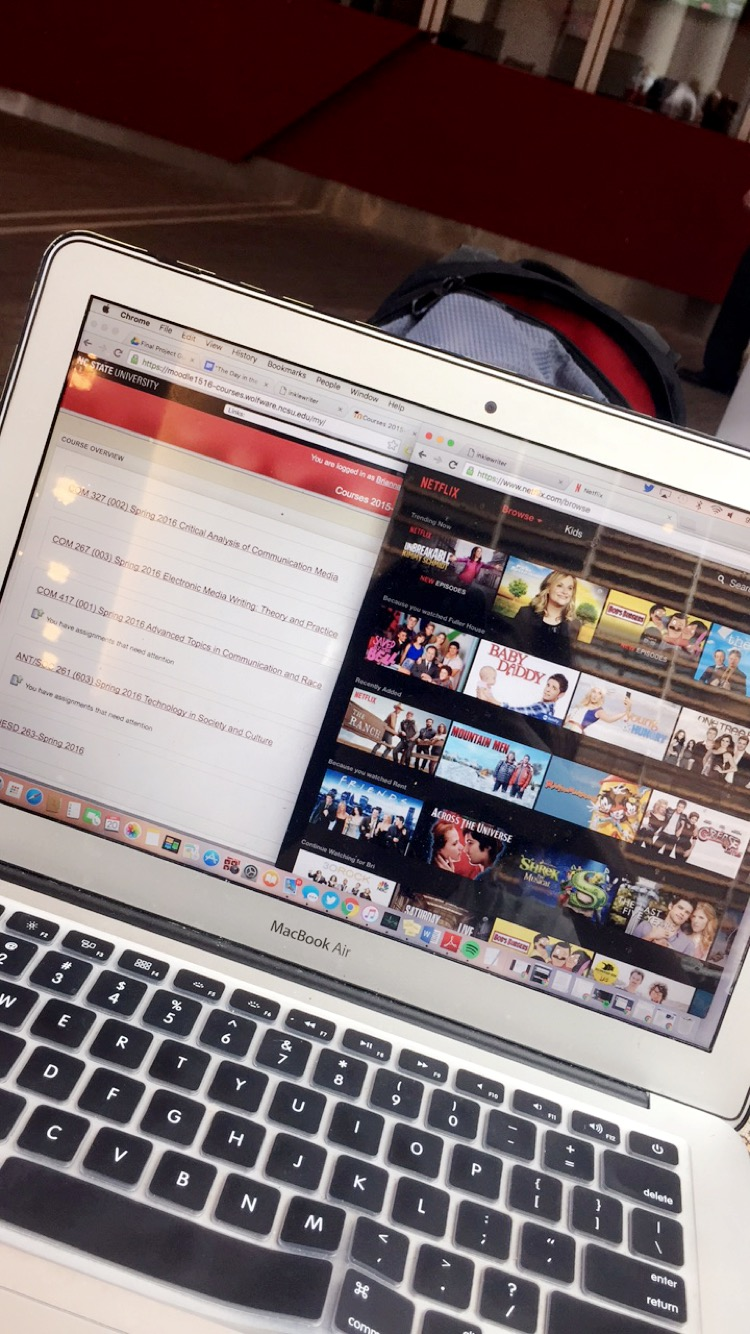
Netflix
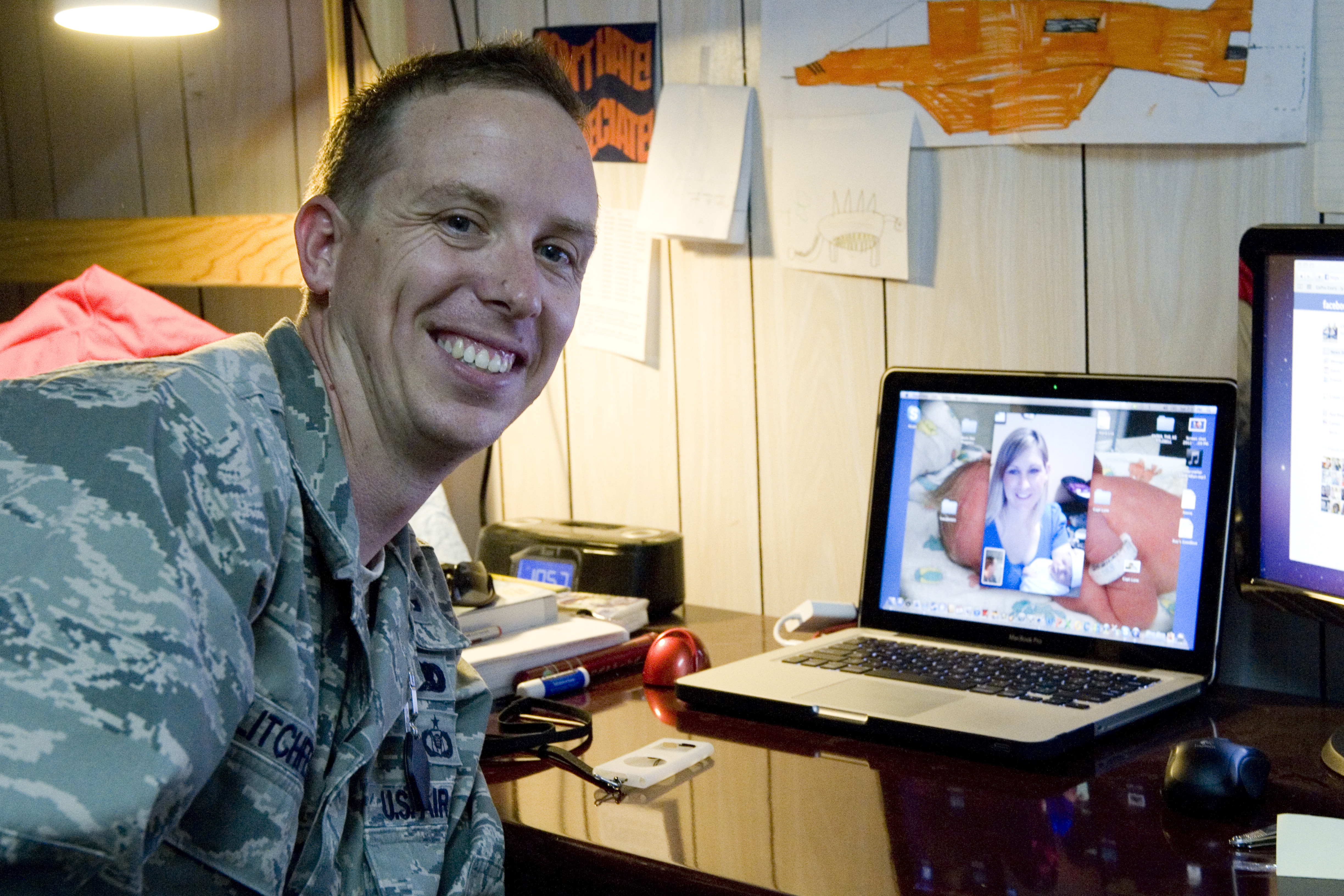
ビデオ通話
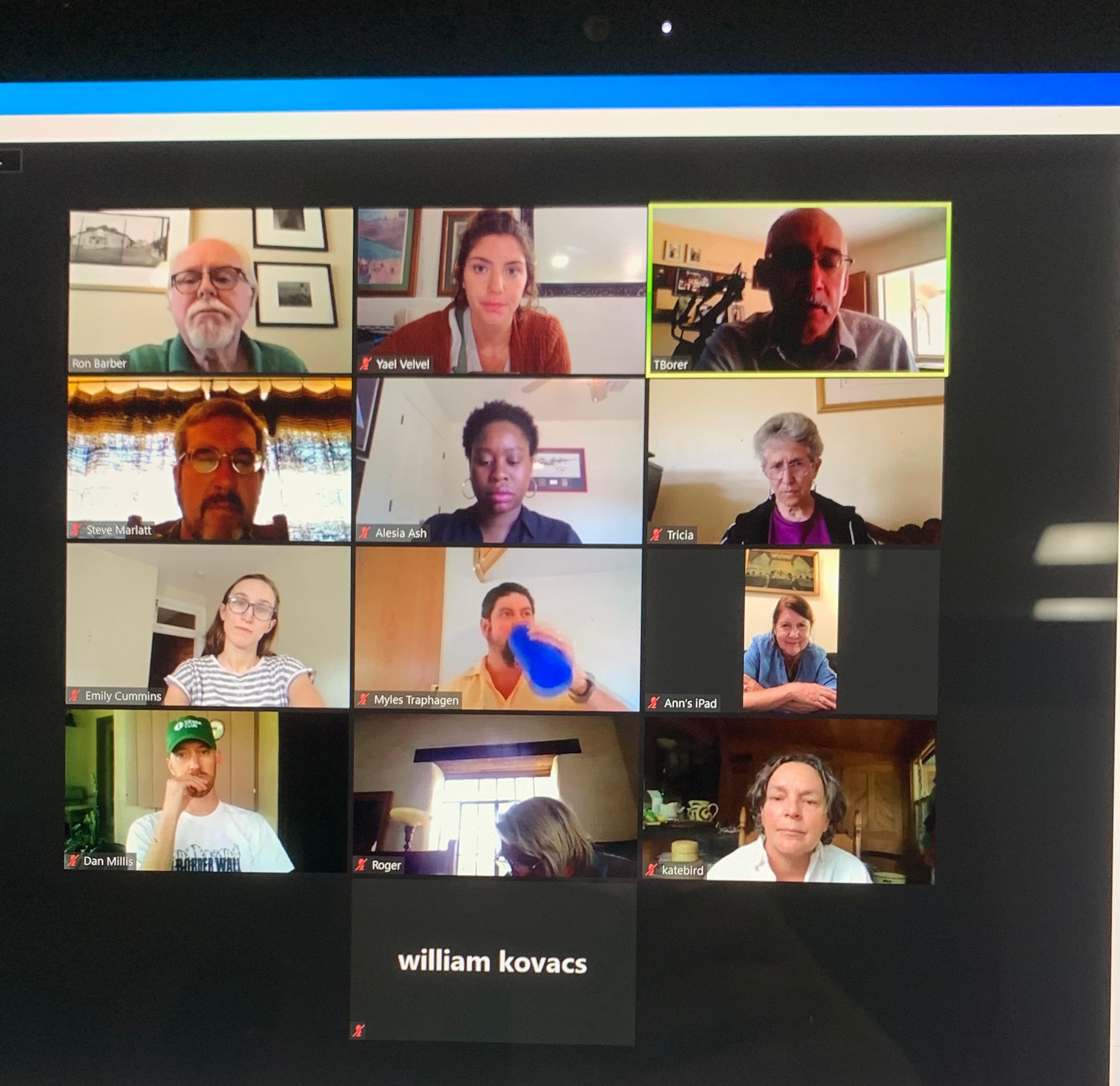
ビデオ会議

## テレビの歴史

### 開発史

#### 19世紀
- 1873年 - イギリスで明暗を電気の強弱に変えて遠方に伝える装置=テレビジョンの開発が始まる。
- 1875年 - アメリカ合衆国のジョージ・ケリー、並列式の機械式走査の概念を提案。
- 1877年 - アメリカ合衆国のウィリアム・ソーヤー、直列式の機械式走査の概念を提案。
- 1884年 - ドイツのパウル・ニプコウ、直列式の機械式走査を実現する「ニプコー円板」の発明。
- 1896年 - イタリアのグリエルモ・マルコーニが電波を使って、3キロメートル離れた地点間でモールス信号の無線通信実験に成功（無線電信参照）。
- 1897年 - ドイツのフェルディナント・ブラウン、陰極線管であるブラウン管の発明。

#### 20世紀
- 1907年 - ロシアのボリス・ロージング、ブラウン管によるテレビ受像機を考案し特許出願。
- 1908年 - イギリスのキャンベル・スウィントン、撮像側にも陰極線管を使った電子式走査法の概念を科学雑誌『ネイチャー』に発表。全電子式テレビジョンを示唆。
- 1911年 - ロシアのボリス・ロージング、世界で初めてブラウン管を用いたテレビの送受信実験を公開。撮像に機械式のニプコー円板を、受像に電子式のブラウン管をそれぞれ用いた。簡単な図形の輪郭の受像に成功。しかし実用レベルの受像に至るには撮像側の電子化が求められ、映像を電気信号に変換する撮像管の開発や、映像信号を増幅する真空管の発達を待たねばならなかった。
- 1923年 - 浜松高等工業学校の高柳健次郎が電子式走査方式の研究を開始[6]。同時期にアメリカでツボルキンも電子方式のテレビ開発を始めたが互いに全く相手のことを知らなかった[6]。
- 1925年 - スコットランドのジョン・ロジー・ベアード、機械式テレビジョンの開発。撮像と受像に機械式のニプコー円板を用いた。見分けられる程度の人間の顔を送受信することに成功。
- 1925年 - アメリカ合衆国のチャールズ・フランシス・ジェンキンスが機械式テレビの画像を8キロメートル離れた地点間で無線送受信する公開実験を行う。
- 1926年1月 - スコットランドのジョン・ロジー・ベアード、ロンドンの王立研究所で動く物体の送受信の公開実験に成功。
- 1926年
  - 早稲田大学の山本忠興や川原田政太郎が機械式のテレビジョンの研究に着手[6]。
  - 12月25日 - 高柳健次郎が世界初の電子式テレビ受像機を用いて「イ」の字を表示させることに成功[6]。
- 1927年 - アメリカ合衆国のフィロ・ファーンズワース、世界初の撮像管「イメージディセクタ」による映像撮影に成功。ブラウン管に「$ $」を表示。同年、撮像・受像の全電子化が達成される。

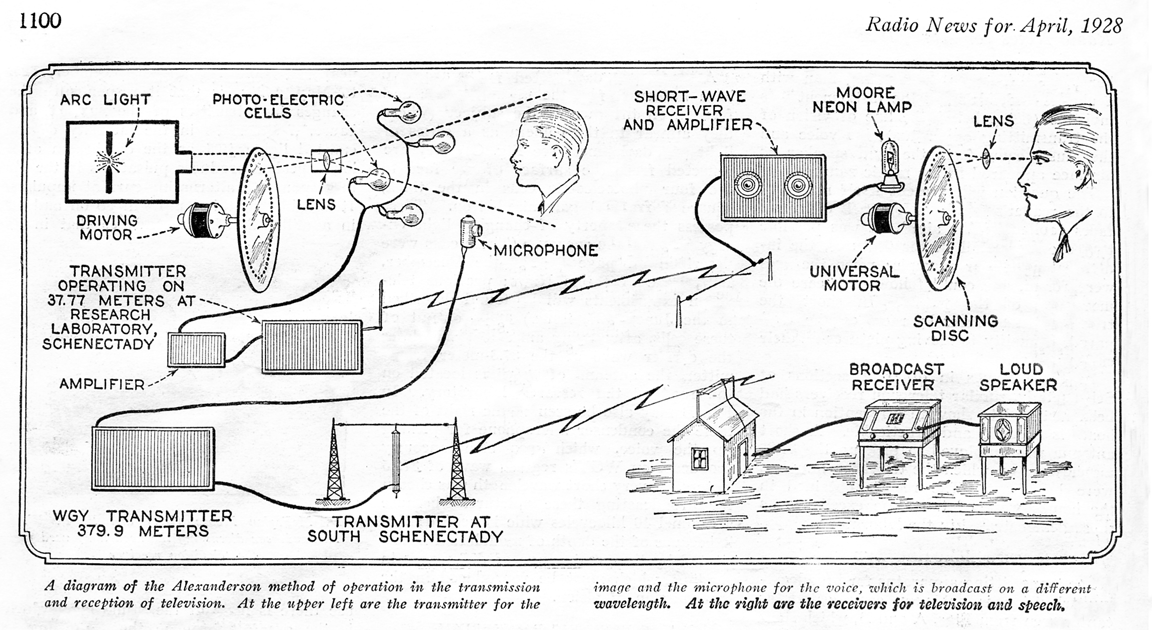
テレビジョン・システムのダイアグラム（1928年）

- 1928年 - イギリスのジョン・ロジー・ベアード、カラーテレビの公開実験に成功。
- 1930年 - 山本忠興と川原田政太郎が機械式テレビの公開実験に成功[6]。同30年に山本はこの発明により十大発明家の一人として宮中賜餐の栄に浴した。
- 1931年7月 - 川原田らは早稲田大学戸塚球場にて行われた同学野球部の試合を、理工学部実験室まで送信することに成功した。これが世界初の屋外実況中継となる。
- 1933年 - アメリカのウラジミール・ツヴォルキンが、自身開発のアイコノスコープで野外の景色を撮像することに成功[7]。

### 放送史

#### 欧米
- 1928年 - アメリカ合衆国のWGY（現在のWRGB）がテレビ実験放送開始。
- 1929年 - イギリスの英国放送協会（BBC）、ドイツの国家放送協会がテレビ実験放送開始[7]（以降、特記のない限り白黒テレビ）。
- 1931年 - アメリカへ亡命したロシアのウラジミール・ツヴォルキン、電子走査式撮像管「アイコノスコープ」を考案し特許出願。
- 1932年 - 8月、イギリスBBCで世界初の定期試験放送（機械式、週4日）開始。正式開局は1936年。
- 1934年 - 11月、ソビエト連邦がテレビ試験放送を開始。
- 1936年 - ドイツでベルリンオリンピックのテレビ中継が行われる。
- 1936年 - ハンガリーのティハニィ・カールマン（英語版）、プラズマテレビの原理を示す。世界初のフラットディスプレイの概念。
- 1939年 - アメリカ合衆国のNBC[7]、ソビエト連邦の国営放送がテレビ定時放送を開始。

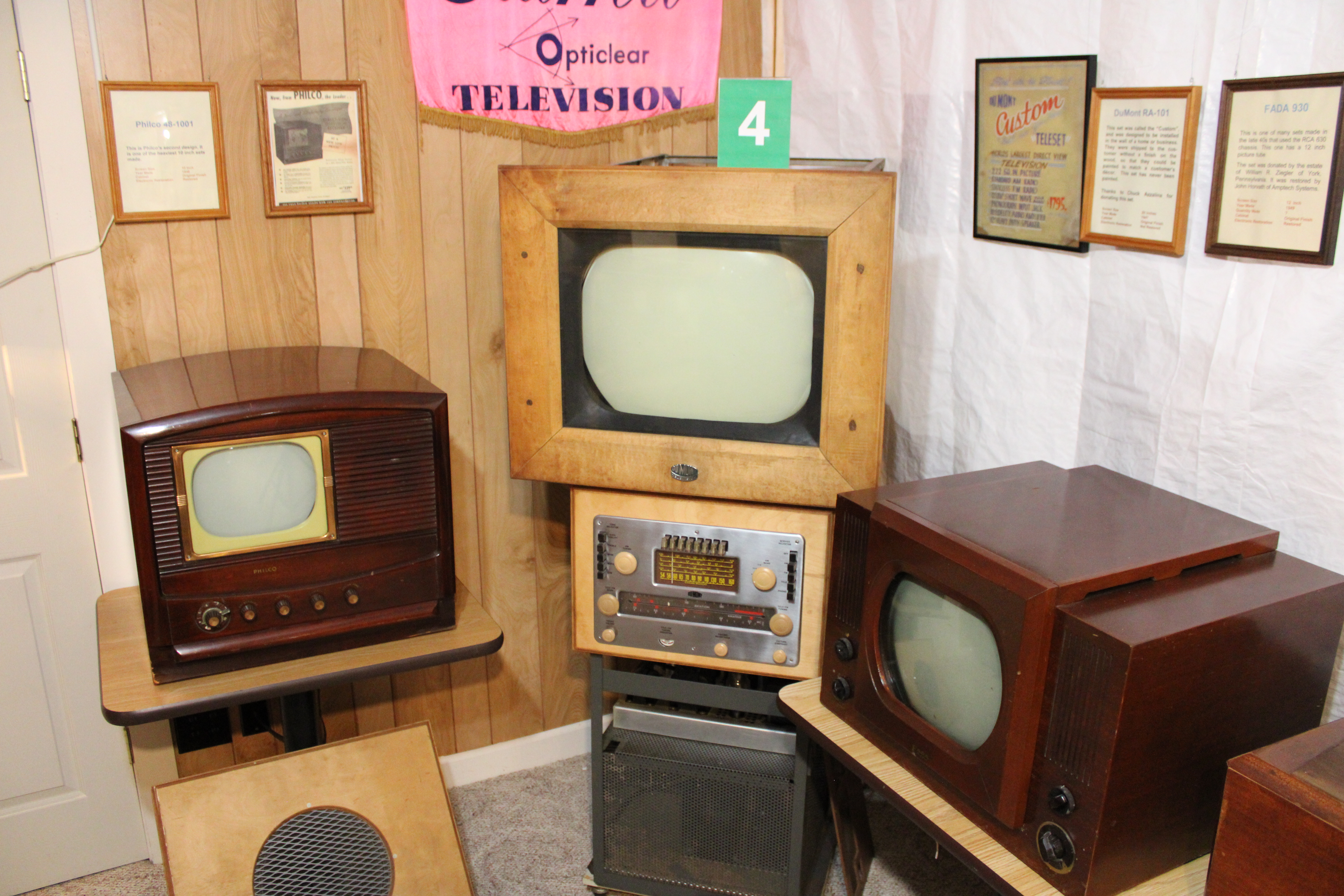
1940年代のアメリカのテレビ受像機

- 1941年 - 3月、アメリカ合衆国でNTSC方式による白黒テレビ放送開始[8]。
- 1946年 - RCA、撮像管「イメージオルシコン」を開発[9]。

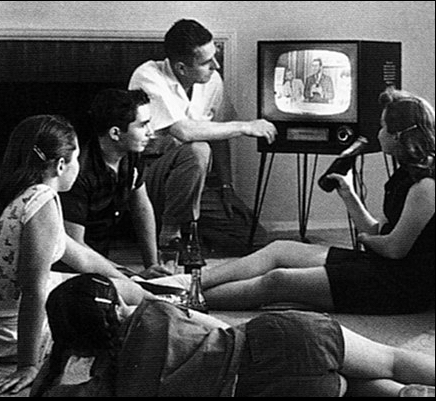
テレビ放送を家庭で観る家族（1958年、アメリカ）

- 1951年 - アメリカCBSが、独自規格（CBS方式）のカラーテレビ放送を開始[9]。
- 1953年 - 12月、アメリカ合衆国におけるカラーテレビ放送標準規格がNTSC方式に統一[8]。
- 1954年 - 1月23日、アメリカNBCが、NTSC方式によるカラー本放送開始。

なお有馬哲夫の『テレビの夢から覚めるまで』によれば、1950年代にアメリカでテレビが一般家庭に普及し始めた頃、アメリカの人々は大真面目に以下のように思っていたという。
テレビは、神からのクリスマス・プレゼントだ。われわれは、このプレゼントを手にして娯楽のことばかりを考えるのではなく、人類の善意と地上の平和のことを、そして、それにいかに役立てるかをも考えなければならない。テレビを通じて、いかにひとびとの蒙を啓き、偏見を根絶し、理解を深めるかに心くだかなければならない。テレビこそ、その未来を開いてくれるだろう。 — 有馬哲夫、『テレビの夢から覚めるまで アメリカ1950年代テレビ文化社会史』（1997年/国文社）
- 1956年 - アンペックス社、白黒2インチVTR1号機「VR-1000」を発表。3年後にはカラーVTRの発表に至る[9]。
- 1962年 - 12月13日、通信衛星「リレー1号」打ち上げ成功[9]。後述の日米衛星中継試験に用いられた。
- 1965年 - イギリスがカラーテレビ放送標準規格としてPAL方式を採用[9]。

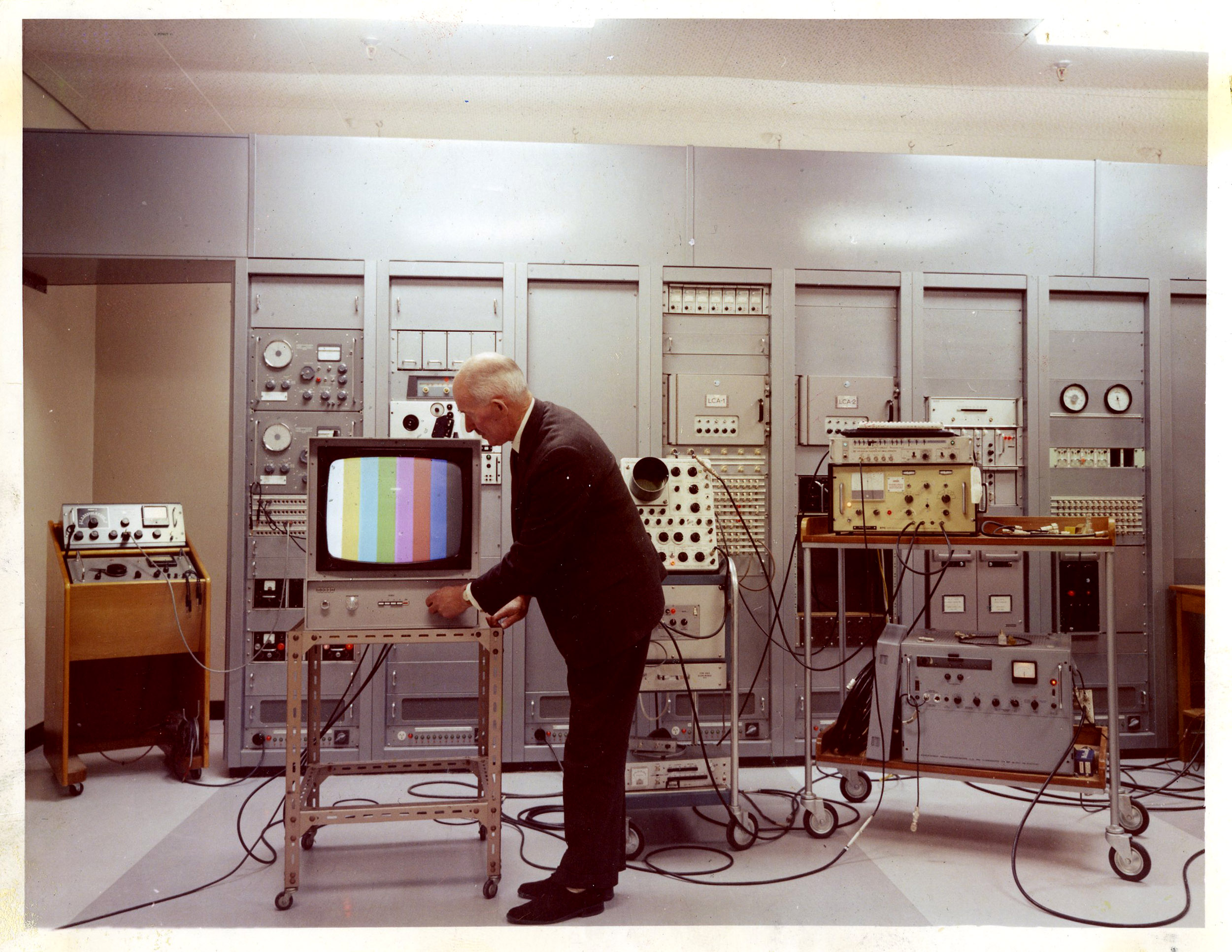
ニュージーランドでのカラー放送の試験（1977年）

- 1967年 - フランスがSECAM方式によるカラー放送開始[9]。
- 1984年 - フランスで世界初の有料多チャンネル放送Canal+がサービス開始[9]。
- 1998年 - 9月より、BBCがDVB-T形式による世界初の地上波デジタルテレビ放送試験放送を開始。
- 1995年 - 7月、デジタルテレビ放送等のための映像・音声データ圧縮フォーマット基準MPEG-2が策定される[9]。
- 2009年 - 6月12日、アメリカ合衆国でほとんどのNTSC方式の放送停止。ATSC方式デジタルテレビ放送へ全面移行[8]。

#### フランス
上節ではヨーロッパ諸国とアメリカをごちゃまぜにして年表風に列挙したが、当時は現在のようにEUがあったわけではなくヨーロッパといっても国ごとに施策は異なっていたので、この節では一国の中だけで起きたことを時系列で、フランスを例にとり説明する（日本一国の中だけの出来事の説明は次の節で詳説するので、ここではまずフランス一国内の出来事についてまとめて理解できるように簡潔に説明する）。
フランスでは1931年4月14日に電波で行うテレビ送受信のフランス初の実演が行われた。それまでは有線での実演は行われたことはあったが電波を使うテレビの実演をするのはフランスでは初めてだった。この実演を行ったのはフランスの技術者ルネ・バルテレミ（fr:René Barthélemy）であり、800名の招待客を前にして2キロメートルほど離れた場所からマラコフ電気高等学校とモンルージュにある会社の研究所の間で映像を伝えた。1931年12月6日にはアンリ・ド・フランス（fr:Henri de France）がテレビ放送会社 ラ・コンパニ・ジェネラル・ドゥ・テレヴィジオン（la Compagnie générale de télévision）社（CGT）を設立。1932年12月にはルネ・バルテレミがテレビカメラを発明し実験的な白黒放送番組「Paris Télévision」を毎週1時間放送し、これを受信するためのテレビ受像機がおよそ100台ほど用意された。そのほとんどは公開用テレビ受像機つまり個人が所有するものではなく公共の場に設置して皆で観るものだった。1935年4月26日にはフランスで初の公式テレビ放送を開始するとの宣言が当時のフランス郵政大臣のジョルジュ・マンデル（Georges Mandel）によって行われた。1935年11月17日には（前述の技術者）バルテレミが走査線の数を180本まで増やし解像度を上げるのに成功し、放送用送信機をエッフェル塔の先端に設置。1937年1月4日には毎晩20時から20時半のテレビ放送（レギュラー放送）が開始され、数百台のテレビ受像機が個人宅に設置された。

#### 日本

##### 1940年代以前
- 1931年 - 日本放送協会（省略NHK）放送技術研究所でテレビの研究開始。
- 1932年 - 早大式は有線から無線電波式に改良された。
- 1933年 - 早大式に日本放送協会から多額の研究資金が提供され、同年秋に日本最初のテレビジョン研究室が同大学構内に建設された。
- 1934年 - この年の1月12日付の新聞で山本は「将来的に映画に匹敵する画質」「生中継ではなく、撮影を行い、適宜に編集を行った上で放送するようになる」と発言している。
- 1935年 - 3月から5月まで横浜で開催された関東大震災復興記念横浜大博覧会にて、逓信省電気試験所の曽根有（山本忠興門下）らが開発したテレビジョン電話試作機が展示された。テレビ電話の先駆けとなるこの機械は、双方の視線をちゃんと合わせる改良が施された後、1937年以降は大阪市立電気科学館に設置された。
- 1937年 - この頃から高柳がNHKに出向し、1940年に予定されていた東京オリンピックを見据えてのブラウン管式テレビジョン研究に参加する。
- 1939年 - 3月に日本でNHK放送技術研究所によるテレビ実験放送開始。5月13日には公開実験[13]。
- 1940年 - 4月13日、日本初のテレビドラマ『夕餉前』の実験放送。東京オリンピックは日中戦争激化の影響などを受けて中止となり、テレビジョン研究は中止され、技術者は無線通信やレーダーの開発を求められた。
- 1945年 - 敗戦直後、日本のテレビ研究がGHQにより禁止される[14]。
- 1946年 - 高柳は弟子らと共に日本ビクターに入社しテレビジョンの研究を続けた。7月、テレビ研究禁止令が解除され、11月よりNHKが研究を再開した[14]。
- 高柳が中心となりNHK、シャープ、東芝と共同でテレビジョン放送技術とテレビジョン受像機を開発した（後述）。

##### 1950年代

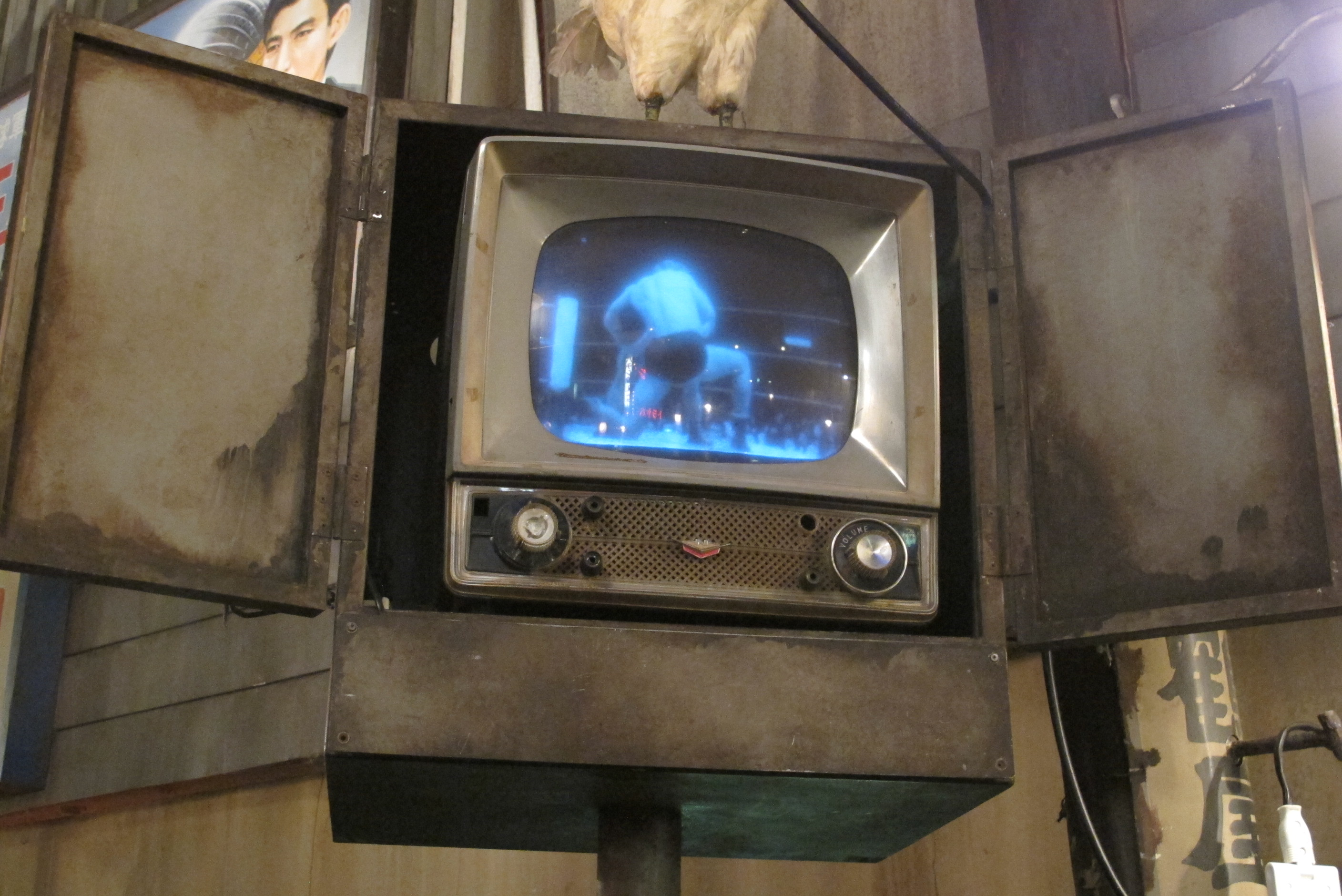
昭和30年代の街頭テレビの再現（新横浜ラーメン博物館にて）

テレビの日本での世帯普及率の推移

- 1950年 - 5月、電波法・放送法・電波監理委員会設置法の「電波3法」施行。
- 1951年 - GHQの要請により電波監理委員会メンバーが視察のため渡米[14]。その後、アメリカから3人のコンサルタントが来日。軍事戦略のひとつとして占領国でのテレビ放送利用を重要視していたアメリカの圧力によりアメリカ式（NTSC方式）の技術標準が日本で採用される[14]。
- 1952年 - 松下電器産業（パナソニックの前身）が日本初の民生用テレビを発売[15]。
- 1953年
  - 1月 - シャープが国産第1号のテレビ「TV3-14T」を発売[16]。価格は175,000円。
  - 2月1日 - NHK東京テレビジョン（コールサインJOAK-TV）のテレビ放送開始（日本初の地上波テレビ放送の開始）。受像機800台でのスタートであった。
  - 8月28日 - 日本テレビ（NTV、コールサインJOAX-TV）、テレビ放送開始（民間放送初のテレビ放送の開始）。またこの日、日本初のテレビCMを放送する際、画面が裏返しに映る放送事故が発生した。

当時の主な番組は大相撲、プロレス、プロ野球などのスポーツ中継や、記録映画など。
- 1954年 - 4月、電電公社の整備による放送用無線中継回線が開通。
- 1955年 - 4月1日、ラジオ東京テレビ（コールサインJOKR-TV）がテレビ放送開始。ラジオ局として発足した放送局による初のテレビ放送開始。TBSテレビの前身。
  - 以降の民間放送開局年月日は民間放送#沿革参照。
  - 当時、白米10キログラムが約680円、銭湯の入浴料が約15円であったのに対し、テレビ受像機の価格は約20万〜30万円であり、一般人にとっては非常に高価であったため、多くの大衆は繁華街や主要駅などに設置された街頭テレビ、土地の名士などの一部の富裕世帯宅、客寄せにテレビを設置した飲食店などで番組を見ていた。
  - 7月 - NHK放送技術研究所、イメージオルシコンの国産化に成功。
- 1956年 - 12月、NHKのカラーテレビ実験放送開始（UHF帯を使用）[17]。
- 1957年 - 12月28日、NHK東京・日本テレビがカラー試験放送開始（VHF帯を使用）。
- 1958年
  - 1月23日 - 日本民間放送連盟（民放連）が「放送基準」を制定[18]。
  - 9月1日 - 映画会社主要6社が、この日よりテレビ局への作品販売や所属俳優の派遣を完全に停止（六社協定）[19]。この前後、各局では代替としてアメリカ製のテレビ映画を大量に輸入し、主力番組として放送した。この状況は1961年10月クールの週53作[20]を最盛期に、1970年頃まで続き、高い人気を得た作品も少なくない。
  - 12月23日 - 東京タワーからテレビ電波の送信開始[18]。
  - この年、大阪テレビ放送が、世界ではじめて飛行中のヘリコプターからの生放送に成功。
- 1959年
  - 1月10日 - NHK教育テレビジョン開局。
    - この時期、教育放送局、準教育放送局として開設される民間放送局が相次いだが、いずれものちに総合放送局に改組している。

  - 前年1958年からこの年にかけて多くのテレビ局が開設され、4月10日の皇太子明仁親王御成婚の中継特別番組をきっかけにテレビ受像機が一般家庭に普及し始める。
  - 8月1日 - 上記の特別番組制作をきっかけにKRTなど16局がJapan News Network（JNN）を形成。日本初のニュースネットワーク[21]（これ以外のネットワーク成立史についてはニュース系列#歴史参照）。

##### 1960年代

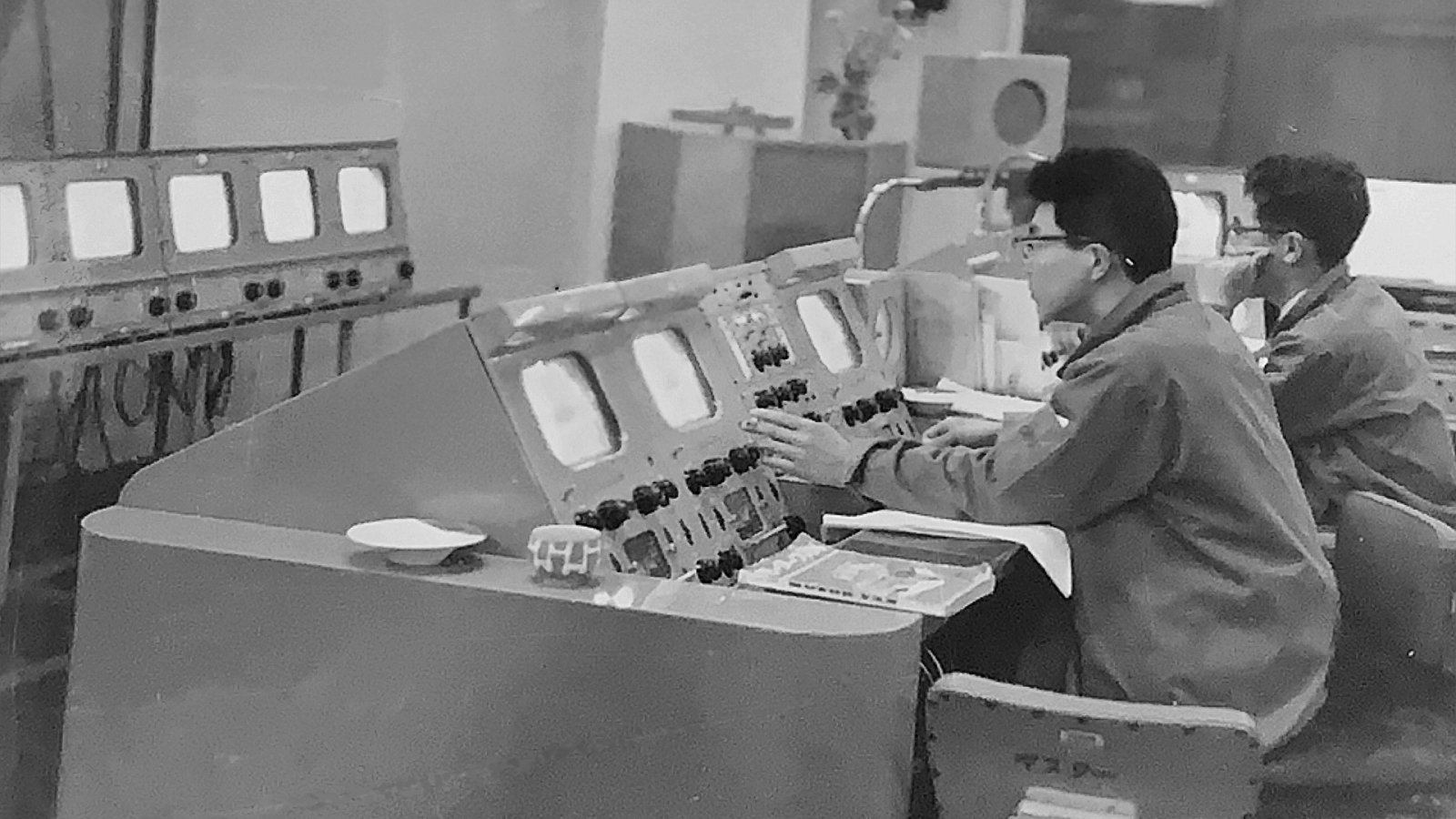
1960年代の放送局の主調整室（マスター室）

- 1960年 - 9月10日から、カラーテレビ本放送開始（NHK東京・大阪の総合・教育両テレビ、日本テレビ、TBS、読売テレビ、朝日放送）。これに合わせ、東京芝浦電気（のちの東芝）[22]と日立製作所、松下電器産業[23]が国産カラーテレビを発売。
- 1961年 - 映画会社の新東宝倒産にともなってフィルムが放送業界に売り払われ、9月頃から順次テレビ放映される。事実上の六社協定（五社協定）の緩和[24]。
- 1963年
  - 4月16日 - 放送批評懇談会が発足。
  - 9月 - 難視聴地域共同受信施設設置事業者の郡上八幡テレビが独自制作の番組を放送開始。日本初のコミュニティチャンネルとされる。
  - 11月23日 - 衛星中継回線を用いた初の日米同時放送（左記の日付は日本標準時）。アメリカ大統領ジョン・F・ケネディの演説を放送する予定だったが、中継直前に起きたケネディ大統領暗殺事件を伝えるニュース速報に差し替えられた[25]。
- 1966年 - 3月、全国のすべてのテレビ局が回線上でカラー番組をやり取りできる態勢が確立[26]。
- 1968年 - 2月20日、日本初のUHF局であるNHK徳島教育テレビが本放送開始[27]
- 1969年 - 日本のテレビ受像機生産台数が世界1位になる。

##### 1970年代から1990年代
- 1970年 - NHK、東京と大阪でNHK UHFテレビ実験局を開設、UHFテレビ放送の試験運用を開始（1975年4月まで）。
- 1972年 - 有線テレビジョン放送法が成立。このあと、全国各地でケーブルテレビ会社の設立が相次ぐ。
- 1973年
  - 10月 - 在京キー局において全番組のカラー化が完了[27]
  - 11月1日 - 教育放送局として開局した日本教育テレビ（のちのテレビ朝日）と東京12チャンネル（のちのテレビ東京）が総合テレビ局化。民間の教育放送局が消滅。
- 1978年
  - 4月8日 - 日本初の放送衛星、ゆり1号打ち上げ成功。7月20日から衛星放送の試験放送を開始。
  - 9月28日 - 日本テレビが世界初の音声多重実用化試験放送によるステレオ放送を開始[28]。
- 1982年 - エプソンがテレビ付き腕時計「テレビウオッチ」を開発。
- 1983年 - エプソンが液晶ポケットカラーテレビ「ET-10」を開発。世界初のTFT液晶テレビ。
- 1984年 - 1月23日、放送衛星ゆり2号a打ち上げ成功[29]。
- 1985年 - 11月29日、文字多重放送の本放送が開始[30]。
- 1989年 - 6月1日、「ゆり2号a」を用いたNHK衛星テレビジョン（NHK-BS）が本放送を開始。日本初の衛星放送。
- 1990年 - 11月30日、日本初の民間衛星放送局である日本衛星放送（JSB・WOWOW）が「ゆり3号a」を用いて試験放送を開始。翌年4月1日より有料の本放送を開始[31]。
- 1992年 - 通信衛星を用いた初の「CS放送」として、5月に「SUPERBIRD B1」によるスカイポートが、10月に「JCSAT-2」によるCS BAANが、相次いで専門チャンネルの有料本放送を開始[32]。
  - これ以降の衛星放送の歴史については日本における衛星放送#歴史参照。

##### 2000年代以降

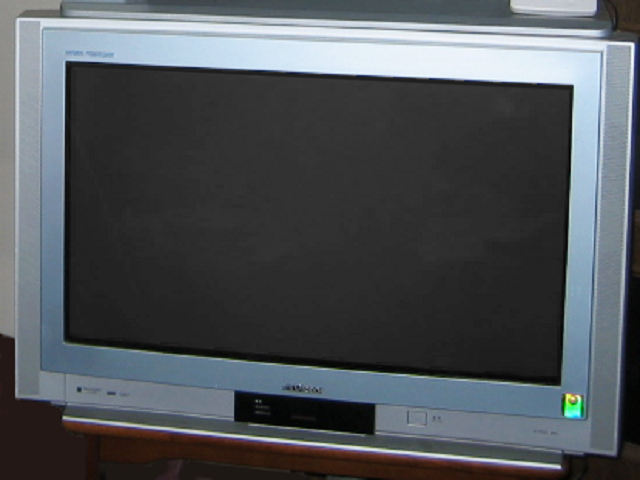
フラットハイビジョンブラウン管テレビ（2000年）

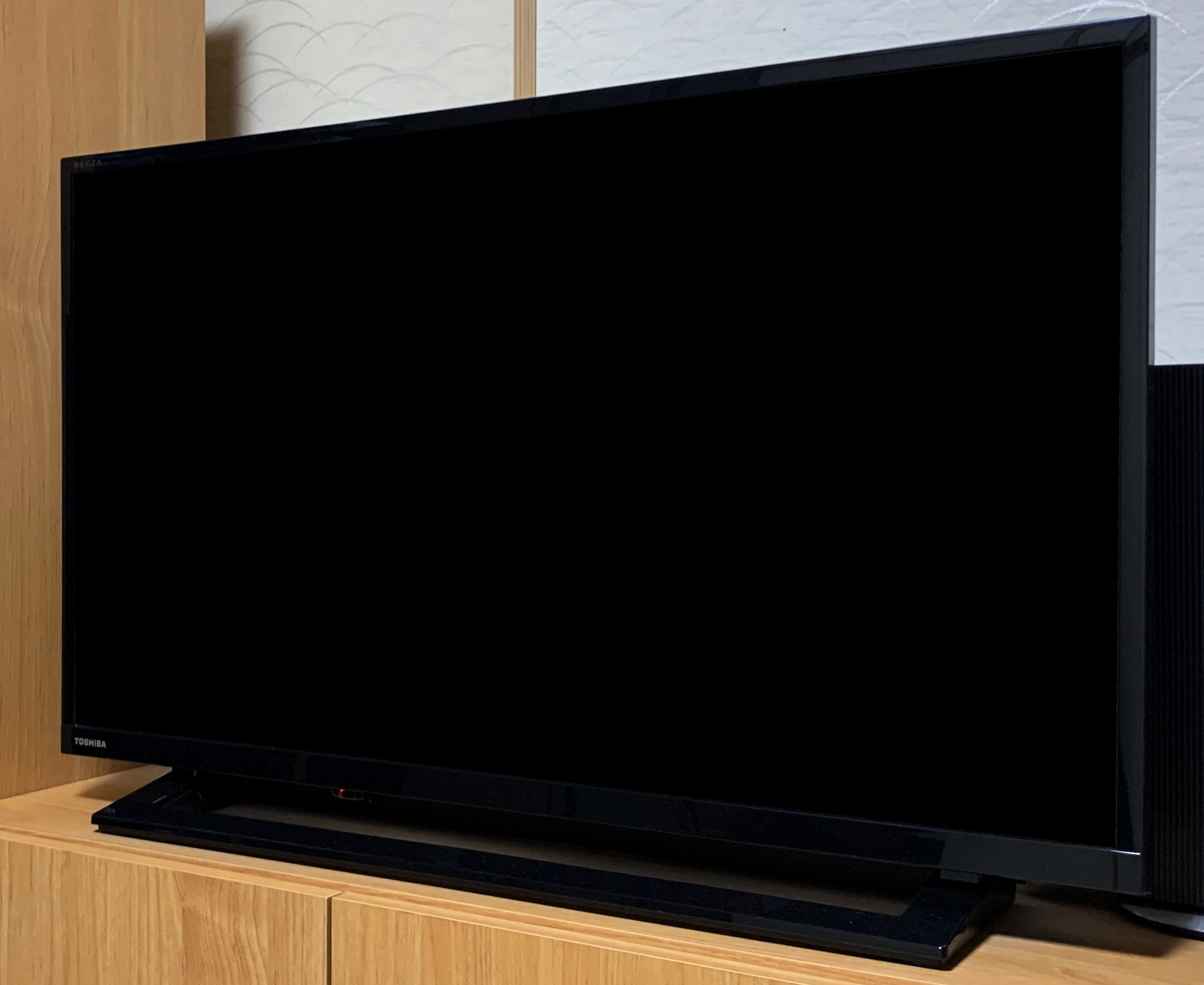
ハイビジョン液晶テレビ

- 2003年 - 12月1日11時00分、東京、名古屋、大阪を中心にISDB-T方式による地上デジタルテレビ放送を開始。
- 2006年 - 4月1日11時00分、移動体受信機向けの地上デジタルテレビ放送、通称「ワンセグ」が29都府県で開始。
- 2011年 - 7月24日12時00分、東日本大震災の被災3県（岩手、宮城、福島）を除く44都道府県で地上アナログ放送終了。
- 2012年 - 3月31日12時00分、岩手、宮城、福島のアナログ放送が終了。日本全国でテレビ放送の完全デジタル化が完了し、1926年の開発開始から86年の歴史に幕を閉じた。
- 2015年
  - 7月1日 - 東京メトロポリタンテレビジョン（TOKYO MX）などが一部時間帯でインターネットサイマル配信・エムキャスを開始。
  - 10月26日 - 在京民放キー局5局によるインターネットでの番組見逃し配信サービス、TVer開始。
- 2016年 - 4月11日、サイバーエージェントとテレビ朝日の出資によるインターネットテレビ、AbemaTV開局。
- 2018年 - 12月1日、放送衛星による4K 8Kテレビ放送開始。
- 2020年
  - 4月1日 - NHKのインターネット常時同時サイマル配信サービス、NHKプラス開始。
  - 10月3日 - 日本テレビ系列が一部時間帯でインターネットサイマル配信・日テレ系ライブ配信（現：日テレ系リアルタイム配信）を開始。

## テレビの技術

### 伝送方式
無線方式、有線方式、インターネット方式などがある。
無線方式はさらに、従来のアナログ方式と近年のデジタル方式がある。過渡期的なアナログとデジタルの両方を用いる方式もあった。
- アナログ放送：アナログコンポジット映像信号をアナログ変調（振幅変調#残留側波帯、VSB）で、アナログ音声信号はアナログの周波数変調（FMラジオ放送と基本的に同様の方式）で伝送する放送方式（衛星放送は映像はFM、音声はデジタル）。カラー方式やパラメータでさらに細分化される。
- 世界の放送方式
  - NTSC
  - PAL
  - SECAM
  - MUSE：アナログハイビジョンのディジタル圧縮アナログ伝送方式。
- デジタル放送：すべての映像・音声・付加情報をデジタル変調方式（OFDM、QPSK、QAMなど）で伝送する放送方式。日本ではISDB（統合デジタル放送）とも呼ばれる。

おおむね同様のことではあるが、伝送に地上の電波アンテナ（テレビ塔）を用いるかそれとも放送衛星を用いるか光ケーブル用いるか、などを軸にして大分類すると次のようになる。
- 地上放送：地上の送信所から放送する放送方式。
  - 地上アナログ波テレビ放送（NTSC）：日本では1953年から放送されていた方式で、50年以上この方式が続き、2011年7月24日に停波され（例外的に東日本大震災の被災3県では8か月遅れとなる2012年3月31日に停波となり）日本の「完全デジタル化」が完了した。
  - 地上デジタルテレビ放送：日本では2003年12月1日より本放送を開始した現在の方式。
- 衛星放送：人工衛星（直接放送衛星（DBS）、通信衛星（CS））から放送する放送方式。
- ケーブルテレビ（CATV）
- インターネット・テレビ : インターネット経由で映像および音響の信号の伝送を行うものであり、たとえばNetflixなどのインターネット配信事業者の放送を受信するものやYouTubeのチャネルなど。インターネットはインターネット・プロトコル・スイートで信号を伝送しているものであり、途中の物理的な経路（物理層）は限定されてはおらず、光ケーブルの場合もメタルケーブル（金属ケーブル）の場合も電磁波の場合もあり、途中で通信衛星を利用する場合もある。

### 放送機器

#### テレビ受信機
TVチューナーのようなコンポーネント型の機器もあるが、基本的に複合型の機器が多い。
- テレビ受像機 - いわゆる「テレビ」。受信機ないしTVチューナーと、ビデオモニターが一体化した機器。
- ビデオレコーダ - 家庭用のレコーダの大半がテレビ受信機能を持っており、放送映像の記録に便宜を図っている。
- TVチューナー

#### 送信所設備
- テレビ送信機
- テレビ送信アンテナ
- STL（Studio-Transmitter Link）

#### 演奏所設備

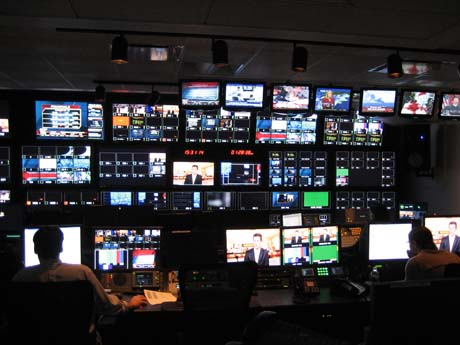
フォックス・ビジネスの主調整室

演奏所設備をスタジオ機器と言うこともある。この場合撮影スタジオに置かれる機器だけを指すのではなく局舎内の放送関連機器全般を指す。主な物を以下に示す。
- 主調整室（マスター）
  - マトリクススイッチャー（ルーティングスッチャー）
  - 多重化装置（MUX）
  - 限定受信システム
  - データ放送システム
  - CMバンクシステム
  - 自動番組制御装置（APS, APC）
  - 番組バンクシステム
  - ビデオサーバ
  - ビデオテープレコーダ
  - 緊急警報放送システム
  - 回線システム
- 副調整室（サブ）
  - プロダクションスイッチャー
  - ビデオカメラ
  - テロップ挿入装置
  - 照明装置
- 営業放送システム
- FPU（Field Pickup Unit/マイクロ波中継装置）

### 画質
- 標準テレビジョン放送（SDTV）
  - 従来のアナログテレビ放送（NTSC・PAL・SECAM）
  - クリアビジョン（EDTV）：画質改良版NTSC放送。暗部画質の改善、重畳されたゴーストクリア基準信号を元に演算を行いゴーストを低減させる。
  - ワイドクリアビジョン（EDTV-II）：画質改良版クリアビジョン放送。水平・垂直・時間軸の情報量を増やすことで画質を改善。16:9放送、NTSCと順次走査を両立。
- 高精細度テレビジョン放送（HDTV）
  - デジタルハイビジョン（ISDB）：日本で2000年12月1日より実施された衛星デジタル放送、2003年12月1日より実施された地上デジタル放送におけるデジタル方式のHDTV放送方式の愛称。
  - ハイビジョン：放送衛星によるアナログ（MUSE）方式のHDTV放送の愛称。日本で2007年9月30日に放送（番組送出）終了し、同年10月31日に完全停波となった。

### 音量
- 音量の平均化
  - デジタルテレビ放送はダイナミックレンジが広く高品質な伝送が可能であり、CM放送時の音量が前後の番組より大きくなる場合があるとされるが、日本民間放送連盟は2012年10月1日から番組とCMの全体の音量を平均値として一致させる基準を採用する。CMと番組それぞれの音の大きさとして感じるラウドネスの数値をラウドネスメーターで測定し平均値を揃える[33][34]。

### 付加情報
- 音声多重放送：ステレオ音声、あるいは2言語（例・日本語と英語）の音声を流す。コールサインはJOAX-TAM（日テレの場合）のように"-TAM"がつく。
- 文字多重放送：画面上部の見えない部分（垂直帰線期間内）に文字情報や簡易図形情報を重畳。コールサインはJOCX-TCM（フジの場合）のように"-TCM"がつく。
- クローズドキャプション：広義には文字多重放送全般。狭義にはアメリカの文字放送のことで、中大型テレビには法律でデコーダの内蔵を義務づけられている。
- 緊急警報放送システム：災害時に専用の受信機を起動、停止させる特殊信号。
- チャンネルロゴ表示：放送番組の著作権表示などのために動画に写し込まれる小さな図案や文字のチャンネルロゴのことで、画面右上に半透明の図案や文字を表示することが多い[35][36][37]。

### 視聴方法
放送の受信はアンテナまたはケーブルテレビ局などから信号を受け取りチューナーで選局され映像信号に変えられて、テレビ受像機やDVDレコーダー等の録画機に導かれる（一般に録画機は再生機能も持つが、ここでは録画機と表記する）。
アナログ放送もデジタル放送も次の機能や機器によって受信し視聴や録画を行うのは同じことである。
- チューナーから映像・音声信号をテレビに接続し視聴する。
- チューナーから映像・音声信号を録画機を経由してテレビに接続し視聴、録画する。
- チューナーから映像・音声信号を録画機に接続し録画のみを行う。
- チューナー内蔵録画機から映像・音声信号をテレビに接続し視聴、録画する。
- チューナー内蔵テレビで直接視聴する。
- チューナー内蔵録画機で録画のみを行う。

かつては地上アナログ放送専用のチューナーと呼ばれる単体商品も存在した。これはゴーストキャンセル機能の強化や、音声多重機能のないテレビやビデオデッキに対しその機能を提供する目的で製造されていた。エントリークラスでもテレビで5万円、家庭用ビデオデッキで10万円を下らなかった時期に登場したものだが、NEC等1990年代に入っても生産していたメーカーも存在する。

## テレビ産業
当記事の最初に説明されているように、「テレビジョン（テレビ）」の3番目の意味としてコミュニケーション媒体（メディア）としてのテレビという意味がある。
一般論として「メディア」という概念と関連付けられたり対比される概念に、各メディアで伝えられる内容つまり「コンテンツ」という概念があるわけだが、テレビジョンの場合のコンテンツというのはテレビ番組である。
どのようなテレビ番組を放送するかということに関してはテレビジョン放送局が決定する権限を持っているが、放送されるテレビ番組はどのように制作されているかというと、（一部に放送局内で制作される場合もありはするが）多くの場合実際にはテレビ番組を制作しているのは放送局自体ではなく、テレビ番組制作会社（制作プロダクション）という会社である。
例えば、NHKで放送されるテレビ番組を制作している会社にNHKエンタープライズやNHKグローバルメディアサービスがあり、TBSテレビの関連テレビ番組制作会社にTBSスパークルやTBSアクトがあり、テレビ朝日グループのテレビ番組制作会社にフレックスや東京サウンドプロダクションがある。

### テレビ産業の職業
テレビ産業にたずさわっている職業として次のような職業を挙げることができる。
- プロデューサー
- ディレクター
- アシスタントディレクター
- 放送作家
- 番組コーディネーター
- カメラマン
- 照明（照明スタッフ。ライティング）
- 音響（音響さん）
- 出演者（Broadcaster、プレゼンター、アナウンサー、コメンテーター、ゲストなど）
- テレビドラマの制作スタッフ、テレビドラマ出演の俳優
- アーティスト

## テレビ離れ
日本
2005年度のフランス・カンヌで開催されたテレビ番組の国際見本市「MIPTV」で発表された統計によると、世界で最もテレビを見る時間が長いのは日本人で、1日のテレビ視聴時間は平均5時間1分だった（2位はアメリカで4時間46分。世界平均はアメリカより90分少ない。最下位は中国とスウェーデンの2時間30分）。
しかし2020年にNHKが行った「国民生活時間調査」によると、日本人のテレビ視聴時間は平均3時間、1日にテレビを視聴する人が国民全体で減少。特に16〜19歳においては、1日にテレビを見る人が5割を下回り、約半分が「ほぼテレビを見ない」ことが分かった。
アメリカ
アメリカの大学生で1週間に10時間以上テレビを見る割合は17%。一方で1週間にインターネットを10時間以上利用する人の割合は43%だった。コード・カッティングも参照。

## 身体と精神の健康に与える影響

### 心疾患
オーストラリア、メルボルンのベーカーIDI心臓・糖尿病研究所のデビッド・ダンスタンによると、テレビの視聴が1日2時間未満の人と比べて、4時間以上の人は、あらゆる要因によって死亡する危険性が46%高い。また、心疾患にかかる危険性は80%高い。また、小型モニターの長時間視聴は心臓の負担になる。調査は8,800人を対象に6年間にわたって行った。年齢や性別、喫煙、体重、運動などの影響は除かれている。

### 肥満・食生活
アメリカハーバード公衆衛生大学栄養学部のフランク・B・ルーらの研究グループが5万人以上の女性看護師を対象に行った2004年の調査によると、テレビの視聴時間が多いほど、肥満と糖尿病のリスクが高い。一日の視聴時間が2時間増えるごとに、肥満の相対リスクは23%、2型糖尿病の発症は14%、統計的に有意に増える（95%信頼区間）。調査において、年齢、喫煙、飲酒、食事の影響は調整している。
ハーバード大学医学部のソニア・A・ミラーによると、テレビを長く見る幼児ほど、食生活が悪い。研究結果では、テレビの視聴時間が1時間長くなる度に、1日の摂取カロリーが46カロリー増えていた。実際にテレビが食生活を悪くさせるのかどうかは明らかではないがソニア・A・ミラーは、コマーシャルやテレビを見ながらの食事が、悪い食生活を招くとしている。調査は平均年齢3歳の幼児を対象に行われ、母親達からテレビの視聴時間と食事内容を聞いた。
カナダのトロント大学の栄養士ハービー・アンダーソンによる小児肥満症の研究において、子供がテレビを見ながら食事をすると肥満になる可能性が高まることが分かった。研究結果によると、テレビを見ながら昼食を食べる子供は、テレビを見ない子供に比べて228カロリー余分に多く摂取している。テレビを見ながら食事をすると、いつ食事を止めるべきかの判断力が奪われてしまうからである。
テレビを見て過ごすことは、体重増加、過体重、肥満の危険因子として指摘されている。
韓国のテレビ番組の実験ではテレビの視聴をやめることは、夫婦間の関係を改善するなどの利点があった。実験は、ケーブルテレビの教育チャンネル「EBSテレビ」が韓国南部の離島、多浪島で3週間にわたって行った。同島の村に住む全28人の住民を対象に、各家庭には監視カメラを設置し、テレビの視聴を禁じた。実験終了後のアンケート調査では、大半の被験者は以前よりもテレビの視聴時間を減らし、読書や夫婦間の対話、宗教活動が増え、精神的に豊かになったと感じていた。

### 注意欠陥障害
ワシントン大学小児科学部のディミトリ・クリスタキス博士によると、乳幼児期にテレビの視聴が多いほど、注意欠陥障害になる可能性が大きい。1歳と3歳の2,623人を調査した。視聴時間が1時間増えるごとに、7歳時に注意欠陥障害になる可能性が10%増えた。

### 暴力の誘発
メアリー・G・バーク医学博士によると、テレビ、ビデオ、コンピュータ・ゲームといった映像メディアと子供の行動の関係についての数々の研究において、映像メディアの視聴時間と子供の暴力性は関連があり、映像メディアを見る時間が少ないほど子供の攻撃性は弱まる。映像メディアの過剰な視聴は子供の行動を堕落させることが示されている。過剰な映像メディアの視聴が原因で精神障害が起きたあるいは悪化した事例もあり、メアリー・G・バーク医学博士が治療に当たった6歳の子供は衝動的攻撃性を持ち、在学に支障を来すほど症状は深刻で、最初は注意欠陥・多動性障害（ADHD）と診断された。この児童は就学前から毎日3、4時間テレビを見ていたが、見ていたのは一般向け番組だけであった。この児童は感情を表すことがなく、特に楽しいという気持ちが欠如していた。しかしバークが遊技治療を行い、6か月にわたりテレビ視聴時間を週4時間に減らした結果、この児童は喜びの感情を表すようになり、攻撃的な行動は減った。
日本の1998年の内閣府調査では、テレビの暴力シーンを多く見る子供ほど暴力を振るいやすいなどといった影響があると結論づけている。調査対象となった子供は小学6年生と中学2年生、3,242人だった。この調査では、テレビの暴力シーンを見た量を「上位群」「中位群」「下位群」に分け、暴力シーンを多く見た量が多いほど、最近1年間で暴力行為を経験した子供の割合が多かった。一方、暴力被害に遭った子供の数は暴力シーンを見た量との関連は見られなかった。また非行・不良行為の経験と暴力シーンを見た量に関連が見られた。暴力シーンを見る量が多いほど非行・不良行為の経験をした子供の割合は多かった。「相手からやられたら、やりかえしてもよい」「男がケンカをするのはあたりまえだ」といった「暴力の許容性」についての調査は、調査項目7項目中5項目において、暴力シーンを見る量が多い子供ほど、暴力を許容する内容に賛成する子供の割合が多かった。「被害者への共感性」の調査では、暴力シーンを多く見る子供ほど、暴力被害者のつらさに対する共感性が低かった。また保護者への同内閣府調査で「Vチップ」制度について聞いたところ、「積極的に導入すべきである」と「導入を検討すべきである」を合わせて、父親が42%、母親が45%だった。「導入の必要はまったくない」と「あまり導入の必要はない」は、父親が46%、母親が34%だった。
科学誌サイエンスに載ったマックス・ワイスらの研究によると、テレビ番組で黒人差別をする発言があからさまに言われなくとも、テレビで描かれるふるまいや行動が、視聴者の黒人に対する差別的な見方や行動を生み出すという。バイスブーフらの研究では、偏見の非言語的な描写を含む番組を見る頻度と個人が持つ偏見に関連があることが分かった。

### こどもへの影響
アメリカのこどもは1日平均3時間テレビを見ており、高校卒業までに合計3年間テレビ視聴に費やしていることになる。また近年は生活習慣病の低年齢化も進行しており、I型糖尿病だけでなく小児でもII型糖尿病が増加し、小児肥満も増加している。アメリカの調査ではテレビの視聴時間が長い小児ほど肥満の率が高い。テレビの長時間視聴によって運動時間が減り、野菜や果物の摂取量が少なくなるという報告がなされている。CMや番組等でのハンバーガーやスナック菓子やソフトドリンクの映像による刺激がそうした症状の原因のひとつともなっている。エレン・ラペル・シェルは食品業界にとって小児が大きなターゲットとなっており「家族の食費の鍵を握るのは子供である」といっている。
心理学者のAric Sigmanはテレビの視聴は子供の健康に悪影響を与え、幼児期におけるテレビの視聴が多いほど、睡眠時間も不規則になり、免疫システムにも悪影響をおよぼし、自閉症や視力低下、肥満を引き起こす。また、テレビの視聴はホルモン「メラトニン」の分泌を抑制し、その結果DNA変形を引き起こし、癌の原因になる可能性がある。そのため、3歳未満の子供はテレビを観るべきではないと言っている。また毎日視聴する場合はアルツハイマー疾患の可能性も高くなる。またテレビ視聴を減らすことで、国民健康保険制度（National Health Service、NHS）の負担を減らすこともできると提言している。
カナダのモントリオール大学とアメリカミシガン大学の研究では、幼児期にテレビを長時間見ていた子供は、学校での適応能力の欠如、いじめに遭いやすい、数学などの学力低下、運動不足、ジャンクフードの過食、肥満度（BMI）が高いといった問題が起きると発表した。
日本小児科学会こどもの生活環境改善委員会は、乳幼児にテレビを長時間見せると、言語発達が遅れる危険性があるとして、2歳以下の子供にテレビを長時間見せないことを提言している。同委員会によると、子供に知識を教えるためにテレビを見させる親もいるが、言語能力は大人との双方向の関わりが必要であり、一方的に聞くだけでは発達しない。同委員会の調査結果では、子供の長時間視聴は、1歳6か月の時点における意味のある言葉（有意語）の出現の遅れと関係があった。
日本の文部科学省は2003年から2004年にかけての調査でTVゲームが予想以上に暴力性を誘発すること、視力低下などは確認されたが、社会的不適応といった問題については有用性も認められるともし、今後、悪影響とよい影響の双方から多角的に研究すべきとした。
アメリカのランド研究所の研究によると、10代の男女は、性描写のあるテレビ番組を見る子供ほど妊娠する・させる可能性が高い。また性描写を含むテレビ番組を最も多く見る子供は、最も見ない子供と比べて妊娠する・させる可能性が2倍だった。
中国の「華西都市報」によると、14歳の少年がアニメ『トランスフォーマー』に影響されてガソリンを5年間飲み続けていたことで、知能障害に陥っていることが分かった。同作品のキャラクターがガソリンの補給でパワーアップする姿に感化されたという。少年は以前、ガスを吸い込んでいたという経緯もあった。

### 行政の対応
鳥取県西伯郡南部町では、南部町教育振興会が毎月1日と15日に、テレビを見ないよう町民に呼びかける「町内一斉ノーテレビデー」キャンペーンを実施している。生活習慣の改善や親子のふれあいを増やすことなどを目的としている。また、テレビを長時間視聴すると前頭葉が働かなくなり、怒りっぽくなったり、集中力や記憶力の低下などの症状がでると警告している。

## テレビに関する啓発映画
1950年代から1960年代にかけて、テレビの構造や原理などを紹介するための短編映画が2本制作されている。
一つは日本に於けるテレビ本放送が始まる前の年（1952年）にNHKの協力を得て日映科学映画製作所が制作した『テレビジョン』で、テレビ（受像器）及びテレビカメラの原理の紹介の他、本放送開始を前にしてNHKのテレビ実験局で行われたスタジオ収録の様子なども紹介されている。
もう一つはカラー本放送開始の翌年（1961年）に松下電器産業（現：パナソニック）の企画の下で東京シネマが制作した『電子の技術-テレビジョン』で、こちらはテレビを一電化製品として捉え、その原理や構造を細かく紹介しているほか、テレビの製造現場の様子も映し出されている。
これら2本の短編映画は、現在、科学映像館（NPO法人・科学映像館を支える会）のWebサイト上に於いて無料公開されている。